# 清冠一號
台灣清冠一號，簡稱清冠一號，是中華民國國家中醫藥研究所於2020年開發的複方中药，宣稱可緩解2019冠状病毒病輕症。此複方是由國家中醫藥研究所公告的《新型冠狀病毒病中醫臨床分期治療指引》中之「輕症方飲片」所增減劑量，並經由基原鑑定與臨床測試而成的強化配方，此配方具有專利和商標名。儘管清冠一號在疫情期間，取得緊急使用授權（EUA），但迄今仍無有效對照臨床試驗證實療效。

## 臨床應用與研究結果
在體外試驗中，有研究指出清冠一號可抑制SARS-CoV2病毒的棘蛋白、3CL蛋白酶活性、抑制肺泡巨噬細胞分泌IL-6和TNF-α等細胞激素並抑制細胞激素風暴出現。清冠一號於臺中榮民總醫院、三軍總醫院、長庚紀念醫院與彰化基督教醫院驗證臨床療效，證實成功減少確診病人住院天數、縮短三採陰約9天。
清冠一號對嚴重特殊傳染性肺炎的Alpha、Beta、Gamma、Delta變異株都有效。臨床資料分析也顯示清冠一號對於防止輕症患者轉重症的效果顯著，對照單純採用西醫治療，採用口服「清冠一號」之中西醫合治可減少輕度至中度住院患者轉入ICU或插管之比例達80％。
中央研究院翁啟惠院士研究團隊從現有藥物及保健品找出5種具有抑制SARS-CoV2活性效果的潛力藥物，透過病毒蛋白活性抑制、細胞及動物實驗驗證。這5種藥物包括抗瘧疾藥物美爾奎寧、抗愛滋病藥物奈非那韋、靈芝多醣體RF3、紫蘇萃取物以及清冠一號中有使用的薄荷萃取物。
2021年9月，『新中藥複方「台灣清冠一號（NRICM101）」研發策略與成果』獲得中華民國科技部「2021未來科技獎」。
2022年4月13日，衛福部國家中醫藥研究所所長蘇奕彰在中央疫情指揮中心記者會上，說明清冠一號與清冠二號的真實世界治療效果。在去年5到8月本土疫情期間，清冠一號與二號於全台9家醫院收案檢視真實世界療效。清冠一號收案總數為369案，以是否有使用清冠一號進行樣本分析，配對總數為149對，即298案。其中有使用清冠一號的案例沒有出現轉入ICU或是插管的情形，未使用清冠一號的案例則有14例出現轉入ICU或是插管的情形。清冠二號則是收案總數為366案，樣本分析的配對總數為123對，即246案。其中有使用清冠二號的案例有7例死亡，未使用清冠二號的案例則有27例死亡。綜合結果顯示有使用清冠一號的輕症者皆未轉入加護病房或插管，使用清冠二號的重症者死亡率也比未用藥者低。
一次收錄302名輕中患者的多中心研究回溯性顯示，清冠一號或許能降低重症風險。但該研究並非一般開發新藥時進行的隨機對照研究。

## 藥方
根據研發單位發表在論文上的記載，以及衛福部中藥許可證的公開資訊，清冠一號的方劑組成為：
- 黃芩（Scutellaria Root）18.75克（5錢)(至於3錢或5錢國家中醫藥研究所尚未在官網公布）
- 魚腥草（Heartleaf Houttuynia）18.75克（5錢）
- 栝蔞實（Mongolian Snakegourd Fruit）18.75克（5錢）
- 北板藍根（Indigowoad Root）18.75克（5錢）
- 厚朴（Magnolia Bark）11.25克（3錢）
- 薄荷（Peppermint Herb）11.25克（3錢）
- 荊芥（Fineleaf Nepeta）11.25克（3錢）
- 桑葉（Mulberry Leaf）11.25克（3錢）
- 防風（Saposhnikovia Root）7.50克（2錢）
- 甘草（baked Liquorice Root）7.50克（2錢）

以上藥材以1,000毫升水煮沸濃縮至300毫升。此為單一成人患者的每日劑量。
此方劑為處方藥，官方與中醫師並不建議民眾自行抓藥服用，須經醫師診斷判斷才能處方使用。

### 研發單位的處方依據及方解
中華民國國家中醫藥研究所蘇奕彰所長表示，「臺灣清冠一號」係以明代《攝生眾妙方》所輯之「荊防敗毒散」為處方基礎。原方由「荊芥、防風、柴胡、茯苓、桔梗、川芎、羌活、獨活、枳殼、甘草、生薑」等藥材組成。吳又可《瘟疫論》及戴天章《廣瘟疫論》提出，欲辛涼發汗「荊防敗毒散」為可用之方。
時疫貴解其邪熱，而邪熱必有著落。方著落在肌表時，非汗則邪無出路，故汗法為治時疫之一大法也。但風寒汗不厭早，時疫汗不厭遲。風寒發汗，必兼辛溫、辛熱以宣陽；時疫發汗，必兼辛涼、辛寒以救陰。……辛涼發汗，則……荊防敗毒散之類是。——清 戴天章《廣瘟疫論》卷之四 〈汗法〉
國家中醫藥研究所考量「病邪入肺化熱」為新型冠狀病毒病患者臨床主要表現，進行方劑調整：患者病勢發展朝向瀰散性肺炎，屬肺熱痰壅之證，使用辛散解表的「荊芥、防風、薄荷、桑葉」為君藥；以清熱宣肺解毒的「黃芩、板藍根、魚腥草」為臣藥；以寬胸祛痰的「全瓜蔞」及降氣平喘的「厚朴」為佐藥；最後以「甘草」為使藥，調和全方。在國家中醫藥研究所成分及生物活性監控下，授權由GMP藥廠製成濃縮細顆粒劑，可直接以溫水沖服。個別患者依照病情需求，也可以由醫師加其他配方顆粒藥物調劑使用。
國家中醫藥研究所表示，中醫歷史上面對病勢變化迅速瘟疫中的大量病患均採「透邪外出、截斷病勢、專病專方」的治療方式，以達防止疫情擴散及病人重症之目的。所以一旦感染就須使用「專方」「預防性投藥」的積極治療，亦不適宜為不同體質的病人「對症治療」調整用藥。部分中醫師提出需要顧慮體質、平衡用藥、對症治療，這種想法只適合一般慢性疾病及一般性感染的治療，並不適合在瘟疫專方中使用，會降低效能。清冠一號作為抗瘟疫藥物也不適合健康人群作為預防使用。

### 中醫界看法
中醫師陳潮宗解釋，清冠一號配方中的黃芩可清上焦風熱，可抗菌、抗病毒；板藍根可抗菌、抗病毒，減少病毒量；栝蔞實可去熱痰，改善肺部發炎；荊芥、防風可消散風熱，退燒，緩解肌肉痠痛；薄荷可止咳化痰清風熱，消除肌肉痠痛；魚腥草可殺菌、抗病毒、止咳；厚朴可寬中化氣、定喘；甘草能調和脾胃、調和諸藥。清冠一號可治療因流行性感冒、新型冠狀病毒病所引起的咳嗽、氣喘、發燒、痰多、黃痰等症狀，不適用於一般身體保健。
中醫師林親怡表示，清冠一號配方中的藥材，魚腥草作用是處理肺熱喘咳；荊芥、防風多用於感冒，有「解表」作用，可讓感冒消退加快，幫助免疫力；板藍根針對咽喉疼痛、利咽消腫有明顯效果；桑葉、薄荷可清宣解表；栝蔞能起到化痰作用；厚朴則幫助呼吸道氣血順暢。
中醫師吳明珠認為，清冠一號藥方的多個藥材都偏寒，是針對有發燒症狀的患者的，每個人的體質不同、年紀不同，在藥物的劑量上也會有所調整，因此建議還是要找合格的中醫師「對症下藥」才好。

### 臺灣清冠二號
「臺灣清冠二號」（NRICM102）是從「臺灣清冠一號」增減5味藥方而來，抗病毒與免疫調控藥物不變，增加「器官增強與損傷修復」的藥物，適用於重症、危重症患者。於動物實驗發現對改善肺纖維化有效，初步臨床試驗成效也不錯。研究顯示，清冠二號具有五大功效：抑制SARS-CoV-2病毒活性；免疫調節活性-抑制Spike蛋白誘發細胞激素表現活性；抑制急性肺發炎損傷活性；肺栓篩保護活性；預防及改善肺纖維化潛力。

## 藥事相關
清冠一號於2020年5月份由專利技轉團隊公告招標，陸續完成多家中藥廠的非專屬授權，目前已經技轉14家GMP中藥廠，其中12家通過EUA防疫專案核准製造，包括順天堂藥廠、莊松榮、勸奉堂、立康生物 、天一藥廠 、漢聖製藥、勝昌製藥、華陀扶元堂 、天明 、科達 、富田 和仙豐 等多家台灣廠商。
國家中醫藥研究所技轉中心主任蔡耿彰表示，「台灣清冠一號」真正有效果的配方劑量比例保密並未公開，只有授權的藥廠知悉正確比例、基原和製程方法。且這些授權廠商製造出來的成品，皆需經過國家中醫藥研究所生物活性驗證確效和品質確認，才能確保製劑效果。「臺灣清冠一號™」、「清冠一號™」、「福爾摩沙清冠一號™」、「NRICM101™」等字樣已於國內外陸續完成商標註冊，使用需獲授權。
| 廠商                            | 核發日期              | 許可證號                                            | 註冊商標                              |
| ------------------------------- | --------------------- | --------------------------------------------------- | ------------------------------------- |
| 順天堂藥廠                      | 2020-09-02 2021-05-18 | 衛部藥製字第060063號 防疫專案核准製造第1100015686號 | RespireAid™                           |
| 莊松榮                          | 2020-11-23 2021-05-21 | 衛部藥製字第060080號 防疫專案核准製造第1100015903號 | COVRelief™                            |
| 勸奉堂製藥                      | 2021-03-23 2021-07-19 | 衛部藥製字第060622號 防疫專案核准製造第1100022217號 | COVI-Free™ CoWipe Negatif™            |
| 立康生物 （页面存档备份，存于） | 2021-03-24 2021-06-02 | 衛部藥製字第060623號 防疫專案核准製造第1101800237號 | COFLU REMEDY™ 康福顆粒                |
| 漢聖製藥                        | 2021-04-22 2021-10-07 | 衛部藥製字第060634號 防疫專案核准製造第1100030654號 | "H.S." RespireFree™                   |
| 天一藥廠                        | 2021-05-11 2021-11-08 | 衛部藥製字第060636號 防疫專案核准製造第1100034528號 | FORMOSA 1 BREATHE FREE™               |
| 勝昌製藥 （页面存档备份，存于） | 2021-06-04 2021-09-08 | 衛部藥製字第060641號 防疫專案核准製造第1100028044號 | COVI Away Respira-Relief              |
| 華陀扶元堂                      | 2021-06-10 2021-09-10 | 衛部藥製字第060643號 防疫專案核准製造第1100028108號 | "Hua To" COV health (NRICM101)        |
| 天明製藥                        | 2022-06-17 2022-06-29 | 衛部藥製字第060735號 防疫專案核准製造第1110019135號 | "Timing Herbs" COVI Defense(NRICM101) |
| 科達製藥                        | 2022-06-22 2022-07-07 | 衛部藥製字第060736號 防疫專案核准製造第1110020553號 | "KO DA" (NRICM101)                    |
| 富田製藥                        | 2022-07-07 2022-07-20 | 衛部藥製字第060747號 防疫專案核准製造第1110022062號 | "F.T. EASE-CoV" (NRICM101)            |
| 仙豐                            | 2022-07-27 2022-08-22 | 衛部藥製字第060756號 防疫專案核准製造第1110025207號 | "CHING GUAN No.1" (NRICM101)          |

### 在台販售歷程
雖然開發技轉完成後，已經可以在台灣生產後外銷，但初期仍不可在台灣販售。這是由於清冠一號並非中醫藥典籍上的傳統處方，依臺灣現行法規需進行中藥新藥查驗、臨床實證後，方能核准上市於臺灣銷售與應用。此外，由於十味藥材中有幾味不在食藥署「可供食品使用原料彙整一覽表」中，清冠一號不可被認定為食品，所以在台灣不能以保健食品名義製造販售。國家中醫藥研究所所長蘇奕彰表示，由於台灣疫情平穩、確診病人少，要進行大規模臨床試驗較受限，因此取得藥證較困難，但經審核後，已先取得外銷藥品許可證。
2021年3月29日，經立法委員陳瑩與衛福部部長陳時中於立法院院會中討論取得共識，研議讓藥廠可以根據《藥事法》第48-2條申請國內臨時中藥許可證，待審查通過，中醫師將可根據病人需要開立處方來領用「臺灣清冠一號」。會議後因當時疫情還算平穩，內銷藥品許可證一直未核發。五月初，台灣本土疫情升溫，衛福部於5月17日開會決議，確定採用緊急授權方式，只要已取得「清冠一號」外銷藥證藥廠，就可申請國內臨時藥品許可證。
2022年1月17日，「清冠一號」通過衛福部核准可公費給付，並可回溯至2021年12月1日。適用對象為四項條件中具下列任一條件者：確診新冠肺炎呈現無症狀患者；確診新冠肺炎呈現發燒、咳嗽、倦怠、嗅味覺喪失等症狀輕微患者；確診新冠肺炎呈現發燒、咳嗽症狀明顯，但不需使用氧氣之患者；確診新冠肺炎呈現發燒、咳嗽症狀明顯，需使用氧氣的病人。
2022年5月23日，國家中醫藥研究所與中醫師公會全國聯合會合作建置公費清冠一號醫療資訊平台，供中醫視訊診療需求之COVID-19確診病患、家屬透過「清冠一號動態表 （页面存档备份，存于）」，查詢提供公費清冠一號之中醫醫療院所名單及當日公費清冠一號庫存量，以利民眾獲得所需醫療資訊，後經疫情變化滾動修正動態表加入自費清冠一號。

## 爭議

### 網路流言與澄清
網路上於2021年3月中出現一則「台灣冠清一號」的相關流言，含有錯誤的清冠一號處方及描述。此流言於4月底至5月初台灣疫情突然嚴峻之時，透過網路與通訊軟體被迅速傳播。由於內容有明顯誇大不實且可能傷害民眾健康，衛生福利部國家中醫藥研究所及中醫師公會全國聯合會於5月13日發出聲明稿闢謠。

### 相關質疑
儘管宣稱大量療效，相關數據迄今尚無任何床對照實驗證實。前加州大學舊金山分校醫學院教授林慶順針對清冠一號的熱銷與功效提出質疑，包括相關論文裡治療效果不明確、仿單與說明未實際提及COVID-19、台灣上市過程倉促等。
臺北中研院民族學研究所研究員劉紹華、天心中醫陳麒方醫師共同撰文認為，清冠一號在研究方法與政治操作上有待商榷、而且中醫藥專病專方存在著根本上的侷限性。

## 國際使用

### 作為藥物
清冠一號取得新加坡藥證、澳洲藥證、泰國草藥許可證。

### 作為健康食品
歐盟輔助食品註冊證書、菲律賓草藥顆粒登記、柬埔寨膳食補充品登記。

### 可輸入但未進一步授權使用
英國輸入許可、美國輸入許可、加拿大輸入許可、南非輸入許可。

### 禁止
阿根廷不可攜入清冠一號。